# Carl-Gustaf Rossby

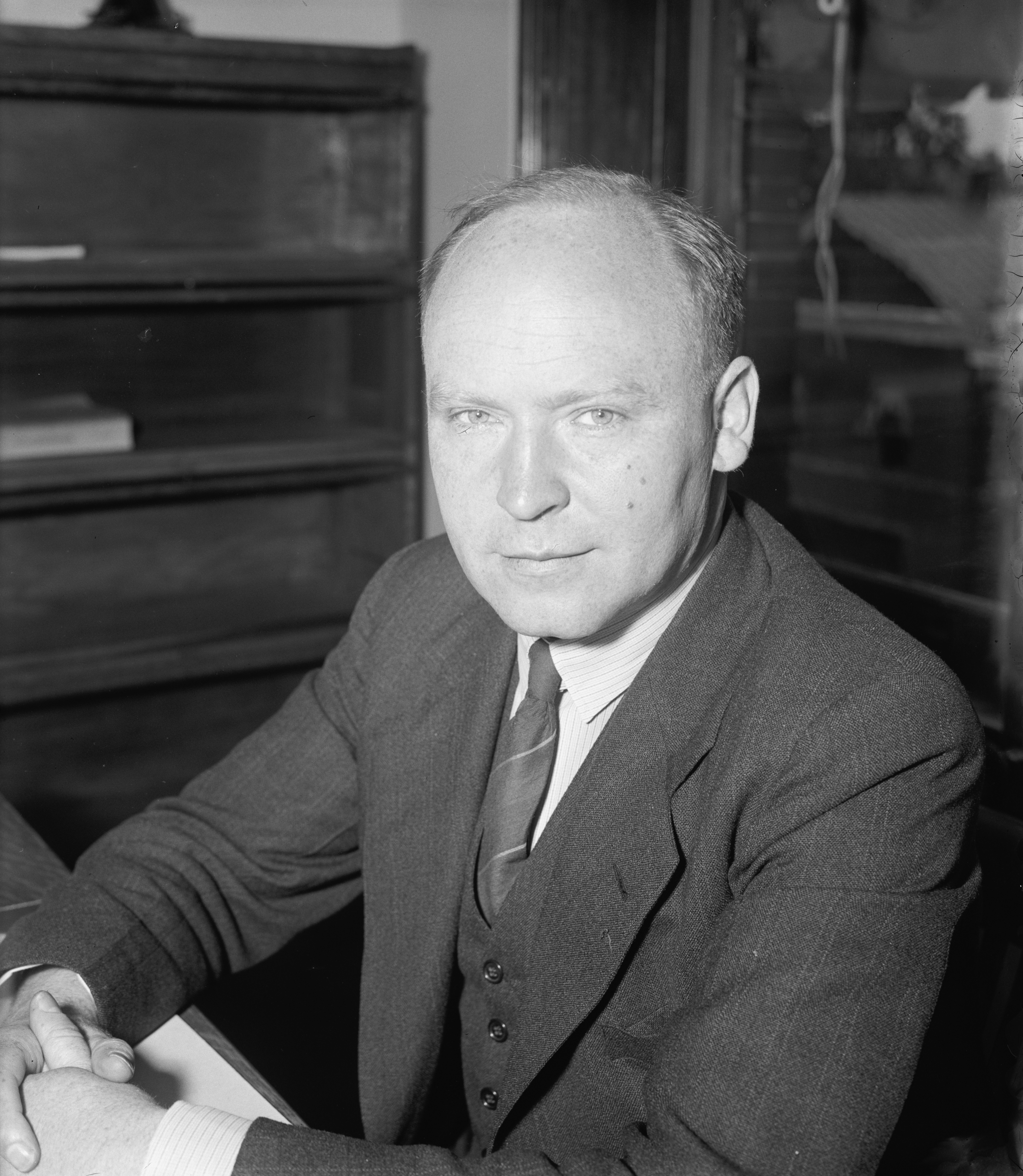
Carl-Gustaf Rossby (1939)

Carl-Gustaf Arvid Rossby (* 28. Dezember 1898 in Stockholm; † 19. August 1957 ebenda) war ein schwedischer Meteorologe, der ab 1939 auch die US-amerikanische Staatsbürgerschaft besaß. Er trug wesentlich zur Beschreibung der großräumigen Bewegungen der Atmosphäre mit Hilfe der Fluiddynamik bei. Er entdeckte die Rossby-Wellen, beschrieb erstmals den Begriff der potentiellen Vortizität und leistete auch Beiträge zur Ozeanographie.
Rossby eignete sich die Methoden der von Vilhelm Bjerknes begründeten „Bergener Schule“ bei einem gut einjährigen Aufenthalt in Norwegen 1919/20 an und verbreitete und entwickelte sie ab 1926 in den USA weiter. Dort arbeitete er zunächst für das U.S. Weather Bureau und war an der Gründung des ersten Wetterdienstes für die zivile Luftfahrt beteiligt. Anschließend forschte er von 1928 bis 1938 am Massachusetts Institute of Technology (MIT), von 1941 bis 1947 an der University of Chicago und von 1947 bis 1955 an der Universität Stockholm, wo er jeweils bedeutende meteorologische Institute aufbaute. Im Zweiten Weltkrieg koordinierte er die Ausbildung von mehreren Tausend US-amerikanischen Militär-Meteorologen.
Rossby gilt als einer der bedeutendsten Meteorologen des 20. Jahrhunderts. Die American Meteorological Society vergibt ihm zu Ehren die Carl-Gustaf Rossby Research Medal, außerdem sind die Rossby-Wellen und die Rossby-Zahl nach ihm benannt.

## Leben und Wirken

### Herkunft, Kindheit und Schulbildung
Carl-Gustaf Rossby wurde als ältestes Kind von Arvid und Alma Charlotta Rossby (geb. Marelius) in Stockholm geboren; er hatte drei Brüder und eine Schwester. Sein Vater arbeitete als Bauingenieur in der schwedischen Hauptstadt, seine Familie mütterlicherseits betrieb eine Apotheke in der Altstadt von Visby auf der Ostseeinsel Gotland. Dort verbrachte die Familie auch zahlreiche Sommer, wo der junge Carl-Gustaf ein ausgeprägtes Interesse an Botanik und Orchideen entwickelte. In der Schule erhielt Rossby zunächst eine klassische geisteswissenschaftliche Bildung. Seine Hochschulzugangsprüfung (Studentexamen) legte er 1917 im Fach Latein ab, bevor er eine Woche später auch die Zusatzprüfung über die naturwissenschaftlichen Fächer bestand, für die er zu diesem Zeitpunkt bereits ein großes Interesse hegte.
Rossby litt seit einer Erkrankung an rheumatischem Fieber in seiner Kindheit unter einer chronischen Herzerkrankung, von der außerhalb seiner Familie nur sehr wenige Personen wussten. Aufgrund dieser Erkrankung wurde er vom Militärdienst freigestellt.

### Stockholm, Bergen und Leipzig (1917–1925)
Rossby nahm zunächst ein Studium der Medizin auf, bevor er zu den mathematischen Wissenschaften wechselte. 1918 beendete er nach weniger als einem Jahr sein Studium an der Universität Stockholm in den Fächern Astronomie, Mathematik und Mechanik mit dem Bachelorabschluss (filosofie kandidat), nach Angaben seines Weggefährten Tor Bergeron ein „herausragendes Ergebnis, da dieses Studium drei Jahre dauern sollte und oft deutlich länger dauerte“.
Nach seinem Abschluss setzte Carl-Gustaf Rossby seine Studien an der Universität Stockholm ein Jahr lang fort und besuchte unter anderem eine Vorlesung von Vilhelm Bjerknes. Obwohl er zu diesem Zeitpunkt keine weiteren meteorologischen Vorkenntnisse besaß, bewarb er sich auf Vorschlag seines Mathematikprofessors Ivar Bendixson als wissenschaftlicher Assistent von Bjerknes, der mittlerweile im norwegischen Bergen forschte. Bjerknes hatte dort gemeinsam mit seinen Kollegen seit 1917 die Bergener Schule aufgebaut, die theoretische und experimentelle Methoden zur Wettervorhersage kombinierte und kurz zuvor unter anderem die Polarfronttheorie erstmals beschrieben hatte.
Rossby kam am 20. Juni 1919 in Bergen an und tat sich dort als vielseitiger Ideengeber und guter Organisator hervor. Unter anderem geht die bis heute bestehende Konvention, auf Wetterkarten Warmfronten rot und Kaltfronten blau zu kennzeichnen, auf einen Vorschlag Rossbys im Sommer 1919 zurück. In der Arbeit mit Erik Bjørkdal und Tor Bergeron erlernte er die praktischen Methoden zur Wettervorhersage, die die Bergener Schule zu dieser Zeit entwickelte. Größeren Gefallen fand er aber an der theoretischen Fluiddynamik, zu deren Einbettung in die Meteorologie Bjerknes maßgeblich beigetragen hatte. Sie spielte allerdings während Rossbys Aufenthalt gegenüber der praktischen Arbeiten mit technischer Ausrüstung und an Wetterkarten nur eine untergeordnete Rolle.
Zum Jahreswechsel 1920/21 verließ Rossby Bergen in Richtung Deutschland, wo er ein Jahr am Geophysikalischen Institut der Universität Leipzig verbrachte, mit dem die Bergener Schule einen regen Austausch pflegte. Dort bildete er sich im Umgang mit aerologischen Messdaten weiter, die in Bergen noch nicht direkt verwendet wurden. Einen Großteil des Jahres verbrachte Rossby am Meteorologischen Observatorium Lindenberg in Brandenburg, wo die oberen Luftschichten mit Drachen und Ballons erforscht wurden. Nach einem weiteren Sommeraufenthalt in Bergen 1922 veröffentlichte er seine erste wissenschaftliche Publikation „Den nordiska aerologiens arbetsuppgifter“ („Aufgaben der nordischen Aerologie“), in der er ein Netzwerk an Stationen zur Erforschung der oberen Luftschichten am Nordmeer vorschlug.
Anschließend kehrte Rossby nach Stockholm zurück, wo er an der Universität mathematische Physik studierte und 1925 mit einer von Erik Ivar Fredholm begutachteten Arbeit das Lizenziat (filosofie licentiat) erwarb. Zur Finanzierung seines Studiums arbeitete er parallel drei Jahre lang als Meteorologe für das Schwedische Meteorologische und Hydrologische Institut. Außerdem war Rossby Teilnehmer von drei Forschungsexpeditionen: im Sommer 1923 mit der Conrad Holmboe nach Jan Mayen und Grönland, 1924 mit der af Chapman um die britischen Inseln und 1925 mit demselben Schiff nach Portugal und Madeira. Zumindest bei seiner zweiten Expedition führte Rossby neben den Wettervorhersagen auch eigene Messungen der oberen Luftschichten durch.

### Ankunft in den Vereinigten Staaten (1926–1928)

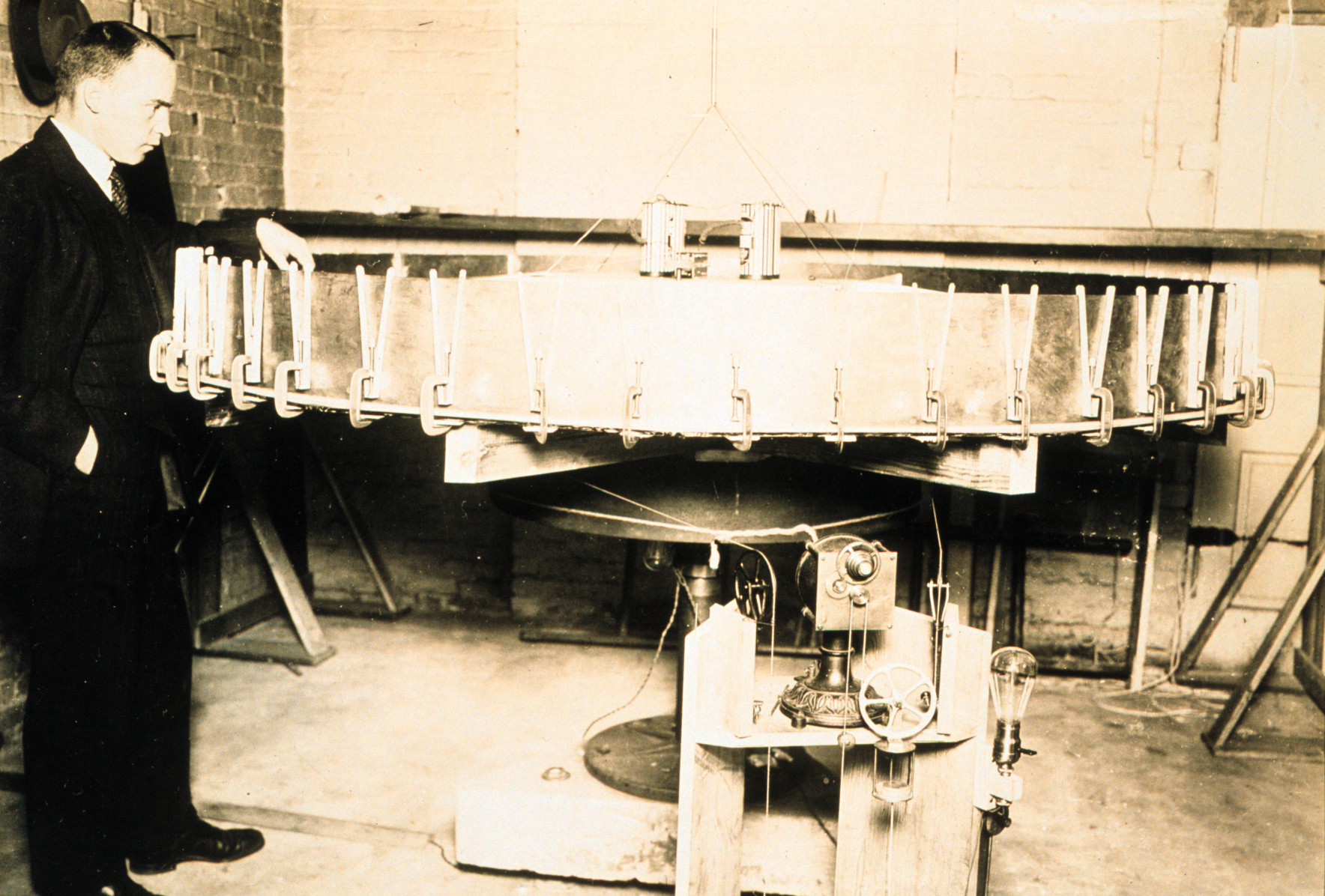
Rossby mit dem rotierenden Tank im Keller des U.S. Weather Bureau, 1926

Für das Jahr 1926 erhielt Rossby ein Stipendium der American-Scandinavian Foundation, um im U.S. Weather Bureau in Washington, D.C. „Probleme der dynamischen Meteorologie zu erforschen“. Eines von Rossbys Zielen war es, die Anwendbarkeit der Polarfronttheorie auf das amerikanische Wetter zu zeigen. Im US-Wetteramt stand man den neuen Methoden allerdings noch ablehnend gegenüber und auch Rossbys Aufgabe, mit einem rotierenden Wassertank die Dynamik in der Atmosphäre zu simulieren, scheiterte zunächst. Anschließend widmete er sich theoretischen Arbeiten zu atmosphärischen Turbulenzen.
In Washington lernte Rossby über seinen Kollegen Francis Reichelderfer, der sich selbst schon mit den Methoden der Bergener Schule auseinandergesetzt hatte, den Geschäftsmann Harry F. Guggenheim kennen. Dieser baute ab 1926 mit 2,5 Millionen Dollar den „Daniel Guggenheim Fund for the Promotion of Aeronautics“ auf, um der US-amerikanischen Luftfahrt zu einer weltweit führenden Stellung zu verhelfen. Rossby erstellte im Auftrags Guggenheims Wetterberichte für Flüge von Richard E. Byrd und Charles Lindbergh. Obwohl sich Rossby über den Wetterbericht für den Lindbergh-Flug von Washington nach Mexiko-Stadt mit dem Chef des U.S. Weather Bureau, Charles Marvin überworfen hatte, schlug ihn dieser später mit einem Empfehlungsschreiben für eine Stelle am Massachusetts Institute of Technology (MIT) vor.

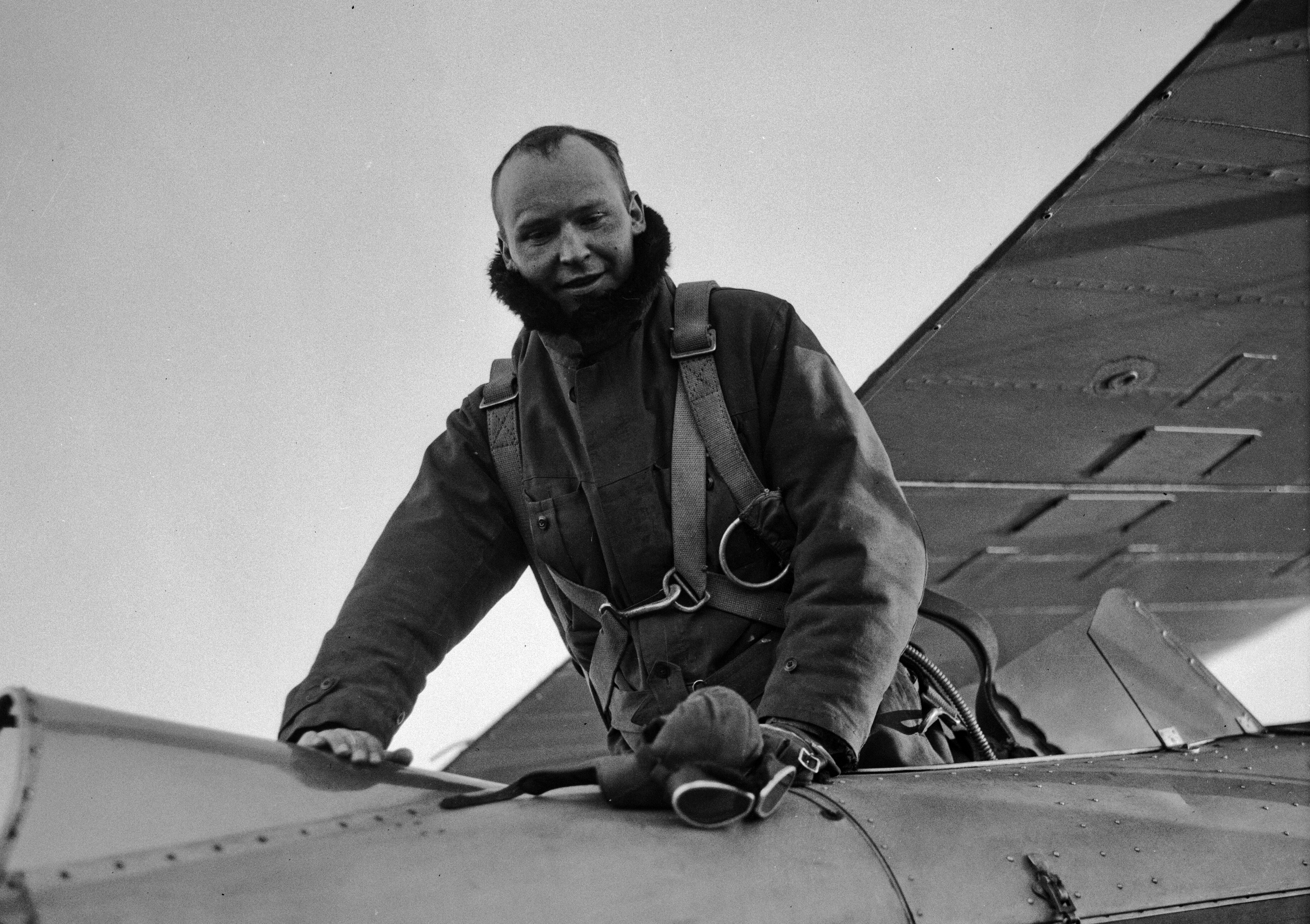
Rossby in Kalifornien (1928)

Nachdem Rossbys Stipendium ausgelaufen war, konzentrierte er sich auf die Arbeit mit dem Guggenheim Fund. 1927 wurde er zum Vorsitzenden des „Guggenheim Interdepartmental Committe on Aeronautical Meteorology“ ernannt, das Wissenschaftler verschiedener Institutionen verband und unter anderem das gegenseitige Verständnis zwischen Meteorologen und Piloten fördern sollte. Rossbys größtes Projekt für den Guggenheim Fund war die Leitung des Wetterdienstes für den „Model Airway“ in Kalifornien. Auf der Flugstrecke zwischen Los Angeles und San Francisco wurden mithilfe von Wetterbeobachtungen aus der Bevölkerung kleinräumige Vorhersagen erstellt, um die zivile Luftfahrt auf der Strecke möglich zu machen. Die Wetterbeobachter entlang der Strecke rekrutierte Rossby selbst. Zuvor hatten sich die Piloten zumeist auf das aktuelle Wetter am Zielort und ihre Erfahrung im offenen Cockpit verlassen.

### Tätigkeit am MIT (1928–1939)
Auf die Empfehlung Marvins und die Initiative von MIT-Präsident Samuel Wesley Stratton hin, der für die Stelle Gelder des Guggenheim Fund einwarb, trat Rossby am 7. September 1928 eine Position als Associate Professor am Massachusetts Institute of Technology an. In seinem ersten Jahr hielt er eine Vorlesung zu dynamischer Meteorologie und Strömungsmechanik sowie ein Seminar zu aktuellen meteorologischen Publikationen, stellte Anträge für ein Netzwerk von 20 meteorologischen Stationen im Nordosten der USA und für Forschungsflüge mit meteorologischen Instrumenten und initiierte Kooperationen mit Harvard und Blue Hill. Aufgrund der Fülle an Anträgen sah sich Stratton in einem Brief an Rossby sogar gedrungen, diesen in seinem Tatendrang zu bremsen: Man unterstütze den Aufbau der meteorologischen Arbeit voll und ganz, sei aber „nicht fähig, dies so schnell zu tun“.
In Boston lernte Rossby die angehende Sportlehrerin Harriet Marshall Alexander kennen, die er im Herbst 1929 heiratete. Sie gab ihre Stelle in Pennsylvania auf, als sie 1931 ihr erstes Kind erwartete. Insgesamt hatte das Paar zwei Söhne und eine Tochter: Stig Arvid (1931–2013), Thomas (* 1937) und Carin (1940–1971). Thomas Rossby schlug später einen ähnlichen Karriereweg wie sein Vater ein und ist Professor für Ozeanographie an der University of Rhode Island.
Im Sommer 1930 unternahm Rossby eine längere Reise durch Europa, die ihn in mehrere deutsche Städte sowie nach Wien, Bergen und Stockholm führte. In Stockholm nahm er an der Generalversammlung der Internationalen Union für Geodäsie und Geophysik teil. Rossby beschäftigte sich auf der Reise unter anderem damit, wie sich der „Graben“ zwischen der österreichisch-deutschen Schule um Felix Exner-Ewarten und der Bergener Schule „heilen ließe“. 1931 wurde Rossby ordentlicher Professor am MIT und gleichzeitig Forscher an der neuen Woods Hole Oceanographic Institution. Mit Henry Bryant Bigelow richtete er ein Kooperationsprogramm zwischen dem MIT und Woods Hole zur Dynamik von Ozean und Atmosphäre ein.
Mitte der 1930er-Jahre war Rossby am MIT bereits „auf dem Weg, eine neue Schule der Meteorologie zu etablieren“. Dies betraf vor allem seine theoretischen Beiträge zur atmosphärischen Thermodynamik sowie zur Fluiddynamik in Atmosphäre und Ozean. Rossbys Gruppe am MIT gehörte außerdem 1936 zu den Kunden der ersten kommerziellen Radiosonden des finnischen Unternehmers Vilho Väisälä.

### Intermezzo im U.S. Weather Bureau (1939–1941)
Auch nachdem Reichelderfer 1938 Chef des U.S. Weather Bureau geworden war, war die Transformation hin zu den Vorhersagemethoden der Bergener Schule noch nicht abgeschlossen. Rossby beklagte, dass dort „zu viele der wohlmeinenden alten Hände die Macht haben“. Daher willigte er ein, drei Jahre lang selbst als stellvertretender Chef des Wetterdienstes mit Zuständigkeit für die Bereiche Forschung und Bildung zu arbeiten.
Er trat seinen Posten in Washington am 1. Juli 1939 an und „bereute die Entscheidung sofort“. Er fühlte sich vor allem durch die Bürokratie und die Verantwortung für Ausbildungsprogramme in seiner wissenschaftlichen Arbeit eingeschränkt. In einem Brief an den MIT-Präsidenten Karl Taylor Compton äußerte Rossby den Wunsch, spätestens Ende Januar 1940 von seinem Posten zurückzutreten und ein Sabbatical einzulegen oder eine Forschungsprofessur am MIT zu erhalten. Dies scheiterte schließlich an der fehlenden Finanzierung, sodass er zunächst im Dienst des U.S. Weather Service blieb. Dort koordinierte er unter anderem dreimonatige Crashkurse für bis zu 180 Bedienstete des Wetterdienstes pro Jahr.
Während seiner Zeit im Weather Bureau publizierte Rossby mehrere wissenschaftliche Artikel über die bisherigen Forschungsergebnisse seiner Arbeitsgruppe am MIT, unter anderem die 50-seitige Abhandlung „The Scientific Basis of Modern Meteorology“.

### Chicago und Zweiter Weltkrieg (1941–1947)
1940 wurde an der University of Chicago auf die Initiative von Rossbys ehemaligem Schüler Horace Byers hin ein neues Institut für Meteorologie gegründet, dessen erster Direktor Rossby wurde. Zunächst wurde er für ein Jahr freigestellt, um seine Arbeit beim U.S. Weather Service fortzusetzen, bevor er 1941 seine Stelle in Chicago antrat. Im selben Jahr traten die USA in den Zweiten Weltkrieg ein. Die folgenden Jahre standen daher im Zeichen der von Rossby koordinierten Ausbildung von tausenden Militär-Meteorologen in Programmen der Army, Navy sowie an Universitäten.
Neben der akademischen Tätigkeit war Rossby während des Zweiten Weltkriegs Berater des Büros des Kriegsministers und des kommandierenden Generals der U.S. Army Air Forces. Im Zuge dieser Tätigkeit führte ihn zahlreiche Reisen in die Kriegsgebiete, unter anderem nach Guam, Marokko und in die Sowjetunion. Außerdem wurde auf Rossbys Initiative 1943 in Kooperation mit dem Militär das Institute for Tropical Meteorology an der University of Puerto Rico gegründet, das die atmosphärische Dynamik abseits des Einflusses der Polarfront untersuchte.
Dass die Offiziere im militärischen Wetterdienst meist nur neun Monate geschult worden waren und keine wissenschaftliche Erfahrung aufwiesen, sah Rossby nur als Kompromiss für die Kriegszeit an. Bereits während des Zweiten Weltkriegs strebte er daher eine stärkere Kooperation zwischen Militär und Universitäten an, unter anderem eine Beteiligung von mehr zivilem wissenschaftlichem Personal an der militärischen meteorologischen Forschung. Andererseits erhielt die von Rossby geleitete Graduate School in Chicago ihre Finanzierung hauptsächlich vom Militär. Auch nach Kriegsende hielt Rossby seine „beträchtlichen“ Kontakte zum US-Militär aufrecht. Unter anderem initiierte er, dass das von John von Neumann geleitete und vom Office of Naval Research finanzierte IAS-Computer-Projekt auch für die numerische Wettervorhersage verwendet wurde.
Von 1944 bis 1945 amtierte Rossby zwei Jahre lang als Präsident der American Meteorological Society, innerhalb der er eine größere Neustrukturierung von einer Amateur- zu einer professionellen wissenschaftlichen Gesellschaft vornahm. Außerdem war er in dieser Funktion Gründer sowie einer der ersten Autoren des Journal of Meteorology. An der University of Chicago rekrutierte Rossby in dieser Zeit auch einige führende europäische Meteorologen wie Erik Palmén. Er initiierte neue hydrodynamische Experimente mit einem rotierenden Wassertank und stellte erste theoretische Überlegungen zur numerischen Wettervorhersage an. Am Ende seiner Chicagoer Zeit hatte Rossby bereits eine „Chicagoer Schule der Meteorologie“ etabliert.

### Rückkehr nach Stockholm (1947–1957)

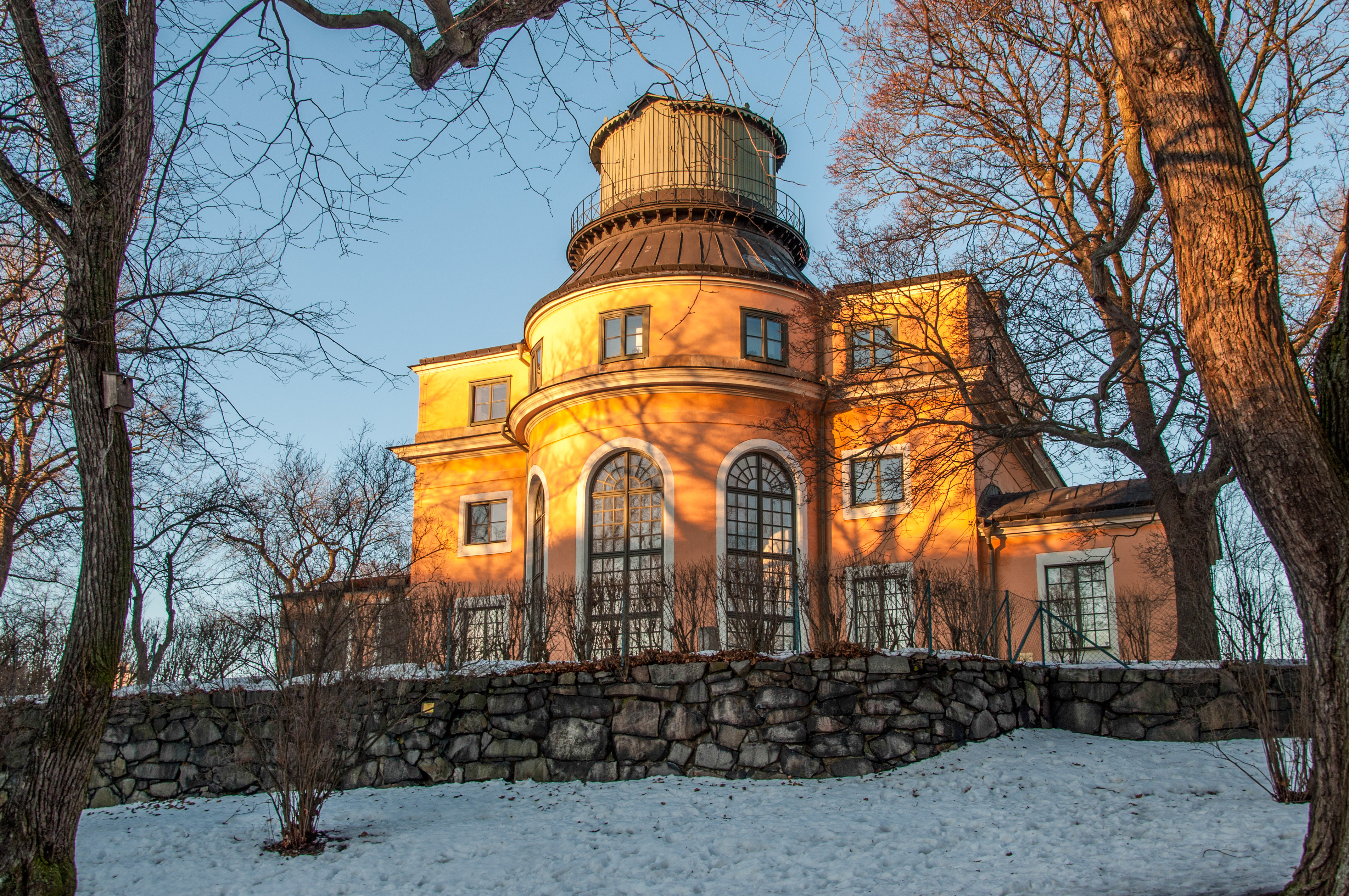
Das alte Observatorium in Stockholm, in dem Rossby von 1951 bis 1955 mit seiner Familie wohnte

Anfang 1946 schlugen der Physiker Harald Norinder, der die schwedische Regierung zur Verbesserung der meteorologischen Ausbildung und Forschung beriet, und der Glaziologe Hans Wilhelmsson Ahlmann der Regierung offiziell vor, Rossby nach Schweden zu holen. Rossby traf sich daraufhin mit dem Bildungsminister Tage Erlander, der ihm eine Stelle an der Universität Stockholm anbot. Als er Chicago im September 1947 Richtung Stockholm verließ, wurde er an der University of Chicago zunächst nur beurlaubt und behielt seine Forschungsprofessur dort noch bis 1951. Zu seiner Rückkehr nach Schweden trugen nach Ansicht seiner Zeitgenossen vor allem die „Liebe zu seinem Heimatland“, die neue Herausforderung der Entwicklung von Meteorologie und Ozeanographie in Europa und die zunehmende Internationalisierung seiner Arbeit bei. Allerdings empfand Rossby, vor allem aufgrund bürokratischer Hürden, die meteorologische Forschungslandschaft in den USA auch als „nicht mehr […] sehr anregend“.
In Stockholm arbeitete Rossby parallel am SMHI und der Universität. Bald nach seiner Ankunft gründete er die geophysikalische Zeitschrift Tellus, die explizit auch nicht-meteorologische Beiträge veröffentlichte. Seine Arbeit finanzierte Rossby weiterhin hauptsächlich mit US-amerikanischen Mitteln, die seinen Angaben zufolge noch 1957 zwei Drittel seiner Finanzierung ausmachten. Ein „beträchtlicher“ Teil dieser Gelder stammte aus militärischen Quellen, die aufgrund der schwedischen Neutralitätspolitik meist auf indirektem Wege an Rossbys Institut gelangten. Auch wissenschaftlich unterhielt er weiterhin enge Kontakte in die USA. Neben regem Briefwechsel empfing er zahlreiche Besucher in Schweden und reiste selbst für längere Forschungsaufenthalte nach Chicago und an die Woods Hole Oceanographic Institution, mit der er bis an sein Lebensende assoziiert blieb. Sein Vertrauter Bert Bolin, der ihn in den 1950er-Jahren in Stockholm häufig vertrat, schrieb dazu später: „Er war mit der Entwicklung der US-amerikanischen Meteorologie genauso beschäftigt wie mit dem Start auf der europäischen Seite des Atlantiks.“ Allerdings lehnte er Angebote für eine permanente Rückkehr nach Amerika aus Chicago, vom MIT und von John von Neumann und Jule Charney vom Institute for Advanced Study, ab.
Rossby knüpfte Kontakte in zahlreiche europäische Länder und sah „Diversität und internationale Zusammenarbeit als grundlegende Elemente für den [wissenschaftlichen] Fortschritt“ an. So besuchte er 1949 Hans Ertel und war gleichzeitig daran interessiert, Kontakte zur Deutschen Akademie der Wissenschaften zu Berlin zu initiieren.
In Stockholm widmete sich Rossby zwei neuen Problemen: der numerischen Wettervorhersage mithilfe des ersten schwedischen elektronischen Computers BESK und ab 1952 den globalen geochemischen Transportprozessen in der Atmosphäre. Nachdem Rossby mit dem Vorstoß gescheitert war, das Institut für Meteorologie in Stockholm von der UNESCO als internationales Forschungszentrum anerkennen zu lassen, stimmte der schwedische Reichstag 1955 der Gründung des „Internationalen Meteorologischen Instituts“ zu. Sein Institut wurde von nun an direkt von der schwedischen Regierung finanziert, war aber weiterhin eng mit der Universität verbunden.
Am 19. August 1957 starb Carl-Gustaf Rossby unerwartet im Alter von 59 Jahren in seinem Büro in Stockholm an einem durch seine chronische Herzerkrankung bedingten Herzinfarkt. Noch bis kurz vor seinem Tod war er an der Organisation des Internationalen Geophysikalischen Jahres 1957/58 beteiligt, bei dem auch seine aktuellen Forschungsgebiete im Fokus stehen sollten. Sein letzter, über 40-seitiger Artikel „Current Problems in Meteorology“, in dem er den Stand seiner Stockholmer Forschung zusammenfasste, erschien posthum 1959 auf Englisch.

## Wissenschaftliches Werk

### Weiterentwicklung der Methoden der Bergener Schule
In seinen ersten Jahren in den USA beschäftigte sich Rossby vor allem mit der Weiterentwicklung der Methoden der Bergener Schule und deren Anwendung auf den nordamerikanischen Kontinent. Eine zentrale Rolle in der Bergener Schule spielten Diskontinuitäten in Luftdruck, Temperatur und Wind, später als „Fronten“ bezeichnet, wobei in Norwegen die Lage der Polarfront die größte Rolle spielte. In einer seiner ersten Arbeiten am U.S. Weather Bureau versuchte Rossby den Einfluss der Polarfront auf das Wetter in den Vereinigten Staaten zu zeigen, was in den Jahren zuvor bereits Anne Louise Beck und Jacob Bjerknes versucht hatten. Im Laufe des Jahres publizierte er dazu zwei Artikel im Monthly Weather Review. Mit seinem Koautor Richard Weightman glaubte er, „schlüssige Beweise“ geliefert zu haben, dass „die Polarfronttheorie mit großem Vorteil […] auf die Vereinigten Staaten angewendet werden kann“.
Ab 1929 untersuchte und klassifizierte Rossbys Gruppe am MIT die amerikanischen Luftmassen, wobei sie insbesondere an deren vertikaler Struktur interessiert waren. Dazu nutzten sie aerologische Daten von aufeinanderfolgenden Aufstiegen eines Forschungsflugzeugs und später von Radiosonden. Rossby gelang es, die Luftmassen mithilfe von Erhaltungsgrößen wie spezifischer Luftfeuchtigkeit und potentieller Temperatur zu identifizieren. Er entwickelte das Rossby-Diagramm, in dem potentielle Temperatur gegen das Mischungsverhältnis aufgetragen werden. Auch die Isentropen-Analyse, bei der die atmosphärische Dynamik nicht auf Flächen konstanten Luftdrucks, sondern konstanter potentieller Temperatur betrachtet wird, entwickelten Rossby und seine Studenten.

### Rossby-Wellen
Ab Mitte der 1930er-Jahre begann sich Rossbys Arbeitsgruppe stärker der globalen atmosphärischen Zirkulation zuzuwenden. Möglich wurde dies auch aufgrund der neuen Radiosonden, die zuverlässige Messungen der oberen Luftschichten jenseits des 500-Millibar-Niveaus (etwa fünf Kilometer Höhe) zuließen. 1935 startete Rossby am MIT zudem ein Projekt zur langfristigen Wettervorhersage. Dies erlaubte eine statistische Auswertung häufiger Lagen von Hoch- und Tiefdruckgebieten, die wiederum mit den Messungen der oberen Luftschichten in Zusammenhang gesetzt werden konnten.
Im August 1939 veröffentlichte Rossby erstmals seine theoretische Abhandlung zur globalen atmosphärischen Zirkulation, die er in die Tradition der geophysikalischen Hydrodynamik stellte. Sein bekanntestes Resultat war die Formel für die Phasengeschwindigkeit der planetarischen Wellen in den oberen Atmosphäre, die heute als Rossby-Wellen bekannt sind:
{\displaystyle c={\bar {U}}-{\frac {\beta L^{2}}{4\pi ^{2}}},}
wobei {\displaystyle c} die Phasengeschwindigkeit, {\displaystyle {\bar {U}}} die mittlere Strömungsgeschwindigkeit in Ost-West-Richtung, {\displaystyle \beta } der Rossbyparameter oder Betaparameter (siehe Rossby-Welle#Mathematische Beschreibung) und {\displaystyle L} die Wellenlänge sind. Bemerkenswert ist, dass Rossby „immer die einfachstmögliche Geometrie benutzte“ und so auch diese Formel in kartesischen statt in Kugelkoordinaten formulierte.
Letztere Variante lieferte Bernhard Haurwitz ein Jahr später nach, der auch Parallelen zu seiner eigenen Arbeit aus dem Jahr 1937 herstellte, die wiederum auf den Ideen von Max Margules und Sydney Samuel Hough aus den 1890er-Jahren basierte. 1945 führte Rossby die Gruppengeschwindigkeit für planetarische Wellen ein, die eine bedeutende Rolle für den Energietransport spielt.

### Potentielle Vortizität
Rossby verwendete in seinen Arbeiten häufig hydrodynamische Erhaltungsgrößen, insbesondere die Vortizität. Aufbauend auf Vilhelm Bjerknes‘ Wirbelsatz, der die Helmholtzschen und Kelvinschen Wirbelsätze generalisierte, entwickelte Rossby 1940 den Begriff für die Erhaltungsgröße potentielle Vortizität. Sie gibt die absolute Zirkulation pro Masse für eine adiabatische, reibungsfreie Strömung an. Bereits 1936 zeigte Rossby dies im Rahmen seiner ozeanographischen Arbeit über den Golfstrom für eine hydrostatische Flüssigkeit mit geringer vertikaler Ausdehnung, zwei Jahre später auch für ein Fluid mit diskreten Schichten.
Rossbys Kollege Hans Ertel, der 1937 zwei Monate lang das MIT und das Blue Hill Observatory besucht hatte, publizierte 1942 eine deutlich generalisierte Version des Erhaltungssatzes. Dass er zu diesem Zeitpunkt von Rossbys Arbeiten wusste, gilt als wahrscheinlich, aber nicht gesichert, da er ihn nicht zitierte. Aus Rossbys Besuch in Berlin 1949 gingen schließlich zwei gemeinsame Artikel von Rossby und Ertel hervor, in denen sie ihre Entdeckung bewiesen und diskutierten.

## Rezeption und Nachwirkung
Tor Bergeron schrieb kurz nach Rossbys Tod: „Vor ihm [Rossby] scheint kein einzelner Wissenschaftler mit seinem Werk und seiner Persönlichkeit so viel Einfluss auf die Meteorologie seiner Zeit gehabt zu haben.“ Rossby hatte sowohl als Wissenschaftler, der sich vornehmlich der theoretischen Forschung widmete, als auch als Organisator einen großen Einfluss auf die Entwicklung der Meteorologie. Auch der Wissenschaftshistoriker James Fleming bezeichnet ihn als „wohl einflussreichsten und innovativsten Meteorologen des 20. Jahrhunderts“.
Rossby gründete am MIT, der University of Chicago und der Universität Stockholm bedeutende meteorologische Forschungseinrichtungen, an denen seine Forschung häufig von seinen eigenen Studenten weitergeführt wurde. Zu seinen insgesamt 23 Promotionsstudenten zählten Chaim L. Pekeris, Horace Byers, Harry Wexler, Reid Bryson, Joanne Malkus Simpson und Bert Bolin, der 1988 den Intergovernmental Panel on Climate Change mitbegründete. Eine Studie aus dem Jahr 1992 kam zu dem Schluss, dass „[Rossbys] Protegés (und deren Protegés) unzweifelhaft bedeutende Positionen in Lehre, Forschung und Verwaltung weltweit“ inne hätten. Sein Einfluss reiche über die USA und Westeuropa bis nach China. Rossby galt sowohl als guter „Talentscount“ als auch als Wissenschaftler, der intuitiv bedeutende Ideen erkannte und förderte. Hinsichtlich Rossbys Persönlichkeit wurden immer wieder sein Charme und seine Überzeugungstalent hervorgehoben.
Die von Rossby eingeführte Isentropenanalyse und seine Verwendung von physikalischen Erhaltungsgrößen können als Grundstein der heutigen mesoskaligen Meteorologie, die sich mit atmosphärischen Prozessen zwischen 2 und 2000 km beschäftigt, angesehen werden. Seine wissenschaftlichen Arbeiten zu planetarischen Wellen beeinflussten zunächst vor allem die synoptische Meteorologie, innerhalb der die Vorhersage der langen Wellen bereits Ende der 1940er-Jahre als Routine etabliert war. Heute spielen atmosphärische Rossby-Wellen eine bedeutende Rolle für die Wetter- und Klimaforschung. Auch in der Ozeanographie sind sie Teil aller modernen Theorien der großskaligen Ozeanzirkulation, auch wenn sie erst seit Mitte der 1990er-Jahre zuverlässig experimentell nachgewiesen werden können.
Gegen Ende seiner Stockholmer Zeit widmete sich Rossby vermehrt globalen ökologischen Fragen. In einer von seinem Institut mitgetragenen Studie zum pH-Wert von Regen wurde erstmals das Phänomen des sauren Regens in Schweden beschrieben. Auch die „Möglichkeit von […] menschlicher Beeinflussung […] des Klimas auf der Erdoberfläche“ durch CO2-Emissionen kommentierte Rossby in seinem letzten wissenschaftlichen Artikel. Er war im Rahmen der Vorbereitung des Internationalen Geophysikalischen Jahres auch Teil der Diskussionen um die Etablierung von langfristigen CO2-Messungen auf Hawaii, aus denen die Keeling-Kurve hervorging.

## Ehrungen
Rossby wurde von zwei Universitäten, dem Kenyon College im US-Bundesstaat Ohio (1939) und der Universität Stockholm (1951), die Ehrendoktorwürde verliehen. Darüber hinaus war er Mitglied in zahlreichen wissenschaftlichen Gesellschaften. In den USA wurde er 1934 in die American Academy of Arts and Sciences gewählt, 1943 in die National Academy of Sciences und 1946 in die American Philosophical Society. Im Jahr 1955 wurde er zum Mitglied der Leopoldina gewählt. Außerdem war er Mitglied der Österreichischen, Finnischen, Norwegischen und Königlich Schwedischen Akademien der Wissenschaften, der Königlich Schwedischen Akademie der Ingenieurwissenschaften sowie Ehrenmitglied der Royal Meteorological Society.
Die Royal Meteorological Society verlieh Rossby 1953 die Symons Gold Medal, eine der beiden höchsten Auszeichnungen, die die Organisation vergibt. Im selben Jahr erhielt er von der American Meteorological Society den Award for Extraordinary Scientific Achievement, der nach Rossbys Tod zu seinen Ehren in Carl-Gustaf Rossby Research Medal umbenannt wurde. Posthum wurde Rossby zudem 1957 mit dem International Meteorological Organization Prize der World Meteorological Organization geehrt. Das SMHI benannte das Rossby Centre in Norrköping nach ihm, das Forschung zu Klimamodellierung betreibt. Außerdem ist seit 1973 der Marskrater Rossby im Eridania-Gradfeld nach ihm benannt.
Außerhalb der wissenschaftlichen Welt nahm das Magazin Look Rossby im Herbst 1955 in seine Liste der 100 einflussreichsten Personen der Welt auf. Das Time Magazine würdigte Rossbys Beiträge zur Meteorologe mit einem umfangreichen Artikel in der Ausgabe vom 17. Dezember 1956, auf deren Titelblatt er auch abgebildet war.

## Veröffentlichungen (Auswahl)
Eine vollständige Liste von Rossbys Veröffentlichungen findet sich in der Übersicht der National Academy of Sciences.
- Den nordiska aerologiens arbetsuppgifter. En återblick och ett program. In: Ymer. Band 43, 1923, S. 364–376.
- mit Richard H. Weightman: Application of the polar-front theory to a series of American weather maps. In: Monthly Weather Review. Band 54, Nr. 12, Dezember 1926, S. 485–496, doi:10.1175/1520-0493(1926)54<485:AOTPTT>2.0.CO;2.
- Thermodynamics Applied to Air Mass Analysis. In: MIT Papers in Physical Oceanography and Meteorology. Band 1, Nr. 3, 1932, doi:10.1575/1912/1139 (mblwhoilibrary.org [PDF]).
- mit Raymond B. Montgomery: The layer of frictional influence in wind and ocean currents. In: Papers in Physical Oceanography and Meteorology. Band 3, Nr. 3, April 1935, doi:10.1575/1912/1157 (mblwhoilibrary.org [PDF]).
- Dynamics of steady ocean currents in the light of experimental fluid dynamics. In: Papers in Physical Oceanography and Meteorology. Band 5, Nr. 1, 1936, S. 1–41, doi:10.1575/1912/1088 (o3d.org [PDF]).
- On the mutual adjustment of pressure and velocity distributions in certain simple current systems, II. In: Journal of Marine Research. Band 1, Nr. 3, 1938, S. 239–263 (yale.edu [PDF]).
- mit Mitarbeitern: Relation between variations in the intensity of the zonal circulation of the atmosphere and the displacements of the semi-permanent centers of action. In: Journal of Marine Research. Band 2, Nr. 1, 1939, S. 38–55 (yale.edu [PDF]).
- Planetary flow patterns in the atmosphere. In: Quarterly Journal of the Royal Meteorological Society (supplement). Band 66, 1940, S. 68–87 (ex.ac.uk [PDF]).
- The Scientific Basis of Modern Meteorology. In: U. S. Department of Agriculture (Hrsg.): Yearbook of Agriculture. 1941, S. 599–655 (usda.gov [PDF]).
- On the propagation of frequencies and energy in certain types of oceanic and atmospheric waves. In: Journal of Meteorology. Band 2, Nr. 4, 1945, S. 187–204, doi:10.1175/1520-0469(1945)002<0187:OTPOFA>2.0.CO;2.
- On the Distribution of Angular Velocity in Gaseous Envelopes Under the Influence of Large-Scale Horizontal Mixing Processes. In: Bulletin of the American Meteorological Society. Band 28, Nr. 2, 1947, S. 53–68, doi:10.1175/1520-0477-28.2.53.
- mit Hans Ertel: A New Conservation Theorem of Hydrodynamics. In: Geofisica pura e applicata. Band 14, 1949, S. 189–193, doi:10.1007/BF01981973 (psu.edu [PDF]).
- Current Problems in Meteorology. In: Bert Bolin (Hrsg.): The Atmosphere and the Sea in Motion. Scientific Contributions to the Rossby Memorial Volume. The Rockefeller Institute Press, New York 1959, S. 9–50.